# Frederick Gardiner
Pour les articles homonymes, voir Gardiner.
Frederick Gardiner, né le 22 août 1850 à Londres et mort le 28 août 1919 dans cette même ville, est un explorateur et alpiniste britannique. Pionnier de l'alpinisme sans guide, il réalise un grand nombre d'ascensions dans les Alpes et le Caucase.

## Biographie
Frederick Gardiner, né en 1850 à Londres, est initié dès l'âge de 11 ans à l'alpinisme par son père qui l'emmène sur les sommets de Snowdonia.
En 1869, Frederick Gardiner commence véritablement l'alpinisme par l'ascension du mont Rose.
L'année suivante il gravit le Cervin en compagnie d'Horace Walker et de sa fille Lucy Walker. Il engage régulièrement le guide Peter Knubel jusqu'en 1878, date à laquelle il se tourne vers l'alpinisme sans guide en compagnie de ses cousins Charles et Lawrence Pilkington. Il fait aussi cordée avec William Auguste Coolidge et Christian Almer. En 1913, Frederick Gardiner conclut : « Cette saison est ma quarante-sixième ; j'ai effectué mille deux cents ascensions au cours de quatre-vingt-un séjours dans les Alpes. » Coolidge a publié les détails de ce bilan dans une brochure parue en 1920.
Frederick Gardiner assure la vice-présidence de l'Alpine Club de 1896 à 1898.

## Premières ascensions
- 19 juin 1873 - Les Rouies avec Thomas Cox, William Martin Pendlebury, Charles Taylor, Hans et Peter Baumann, Peter Knubel et Josef Marie Lochmatter (de)[2].
- 21 juin 1873 - Roche Faurio avec Thomas Cox, William Martin Pendlebury, Charles Taylor, Hans et Peter Baumann, Peter Knubel et Josef Marie Lochmatter[2].
- 1874 - sommet sud de l'Elbrouz avec Akhia Sottaiev, Horace Walker et Peter Knubel.
- 3 août 1876 - mont Collon avec A. Cust, H. Knubel et Peter Knubel.
- 1878 - Première sans guide de la Barre des Écrins avec Charles Pilkington et Lawrence Pilkington.
- 1879 - Première sans guide de La Meije avec Charles Pilkington et Lawrence Pilkington.
- 1881 - Première sans guide de la Jungfrau avec Charles Pilkington et Lawrence Pilkington.